# لويد والتون
لويد والتون (بالإنجليزية: Lloyd Walton)‏ مواليد 23 نوفمبر 1953 في شيكاغو، هو لاعب كرة سلة أمريكي سابق. بدأ مسيرته الاحترافية في سنة 1976. تم اختياره من قبل فريق ميلووكي باكز خلال الدرافت. يبلغ طوله 6 قدم 0 بوصة (1.8 م). اعتزل اللعب في 1981. أحرز خلال مسيرته في الإن بي إيه 1443 نقطة بمعدل 4.2 نقاط في المباراة الواحدة. لعب مع ميلووكي باكز وسكرامنتو كينغز.

## روابط خارجية
- لويد والتون على موقع إن بي أي (الإنجليزية)
- لويد والتون على موقع سبورتس رفرنس (الإنجليزية)
- لويد والتون على موقع كلية كرة السلة في سبورتس رفرنس.كوم (الإنجليزية)
- لويد والتون على موقع ريلجم (الإنجليزية)
- لويد والتون على موقع بروبوليرز (الإنجليزية)